# NGC 6842
NGC 6842 – mgławica planetarna położona w gwiazdozbiorze Liska. Została odkryta 28 czerwca 1863 roku przez Alberta Martha.